# Mesoleius laricis
Mesoleius laricis là một loài tò vò trong họ Ichneumonidae.